# Чмирівська сільська рада
| Чмирівська сільська рада — орган місцевого самоврядування у Старобільському районі Луганської області з адміністративним центром у с. Чмирівка. Історична дата утворення: в 1938 році. Сільській раді підпорядковані населені пункти: - с. Чмирівка - с. Запорізьке - с-ще Степове |

## Склад ради
Рада складається з 22 депутатів та голови.

### Керівний склад ради
| ПІБ                        | Основні відомості                                                         | Дата обрання | Дата звільнення |
| -------------------------- | ------------------------------------------------------------------------- | ------------ | --------------- |
| Войтенко Сергій Онисимович | Сільський голова, 1954 року народження, освіта, член Партії регіонів      | 26.03.2006   | 31.10.2010      |
| Войтенко Сергій Онисимович | Сільський голова, 1954 року народження, освіта вища, член Партії регіонів | 31.10.2010   |                 |

Примітка: таблиця складена за даними джерела